# グローブターフ
グローブターフ（欧字名:Glove Turf、1966年2月19日 - 不明）は、日本の競走馬、繁殖牝馬。1969年の愛知盃を制したほか、繁殖牝馬としても多くの活躍馬を出す牝系の祖となった。

## 経歴
1968年にデビュー。初年度は障害競走を含む7戦に出走し、1着3回。翌1969年は15戦に出走し、愛知杯を含む3勝を挙げた。1970年に引退し、通算成績は24戦6勝。
競走馬引退後は社台ファーム早来牧場などで繁殖生活を送った。ノーザンテーストとの配合で産んだグローバルダイナが1985年に小倉大賞典を制し産駒重賞初勝利。グローバルダイナは最終的に重賞を3勝を挙げ、1985年度の最優秀4歳以上牝馬に選ばれた。マリーノとの配合で産んだニチドウクイン、エルセンタウロとの配合で産んだシャダイアグリーは競走馬としては実績を残せなかったが、繁殖牝入り後に子や孫から重賞勝ち馬を出し、同じく繁殖りしたグローバルダイナとともに牝系の拡大に貢献した。
グローブターフは最終的に7頭の産駒を残し、1984年5月30日に用途変更となった。

## 繁殖成績
|       | 生年   | 馬名             | 性 | 毛色 | 父                   | 馬主                   | 管理調教師     | 戦績            | 出典   |
| ----- | ------ | ---------------- | -- | ---- | -------------------- | ---------------------- | -------------- | --------------- | ------ |
| 初仔  | 1972年 | メドースポート   | 牝 | 栗毛 | ヒッティングアウェー | （有）ターフ・スポート | 仲住達弥       | 23戦2勝（繁殖） | [ 5 ]  |
| 2番仔 | 1973年 | ニチドウクイン   | 牝 | 鹿毛 | マリーノ             | 吉田善哉               | 栗東・武田文吾 | 1戦0勝（繁殖）  | [ 6 ]  |
| 3番仔 | 1975年 | クリノルーキー   | 牝 | 栗毛 | マリーノ             | 栗山博                 | 美浦・今津福松 | 33戦3勝（繁殖） | [ 7 ]  |
| 4番仔 | 1976年 | シヤダイアグリー | 牝 | 鹿毛 | エルセンタウロ       |                        |                | 不出走（繁殖）  | [ 8 ]  |
| 5番仔 | 1978年 | ジャンクシチー   | 牡 | 鹿毛 | パドスール           | （株）友駿ホースクラブ | 美浦・野平好男 | 3戦0勝          | [ 9 ]  |
| 6番仔 | 1979年 | イブキテースト   | 牝 | 鹿毛 | ノーザンテースト     | （有）伊吹             | 美浦・野平富久 | 54戦5勝         | [ 10 ] |
| 7番仔 | 1980年 | グローバルダイナ | 牝 | 鹿毛 | ノーザンテースト     | （有）社台レースホース | 栗東・宇田明彦 | 26戦7勝（繁殖） | [ 11 ] |

## 主要なファミリーライン
「f」は「filly（牝馬）」、「c」は「colt（牡馬）」の略。
- グローブターフ 1966 f
  - ニチドウクイン 1973 f
    - シヤダイグローブ 1977 f
      - メイプルダンス 1996 f
        - メイプルロード 2000 f（小倉2歳ステークス）
        - サイレントエクセル 2003 f（ビューチフルドリーマーカップ2回など重賞6勝）
          - チャイヤプーン 2015 c（ダービーグランプリなど重賞8勝）

    - ダイナシンデレラ 1983 f
      - マヤノカンパネラ 1993 f
        - マイネルジャパン 1998 c（函館3歳ステークス）
        - ウインジェネラーレ 2000 c（日経賞）

    - ダイナヒミコ 1984
      - ナルシスゼットオー 1997 c（とちぎ大賞典）

    - メインキャスター 1986 f（阪神牝馬特別）
      - シーズアチャンス 1993 f（スイートピーステークス）

  - シヤダイアグリー 1976 f
    - ダイナアグリー 1980 f
      - ラウンドトリップ 1992 f
        - ハシリノキョショウ 2004 f（九州ジュニアチャンピオン）

    - ダイナサフラン 1981 f
      - スプリングドリュー 2000 f（福島牝馬ステークス）

    - ダイナソシエ 1982 f
      - ヤマノトウショウ 1992 f
        - サンライズジェガー 1998 c（アルゼンチン共和国杯）

      - ハナノメガミ 1994 f
        - ウインフルブルーム 2011 c（京都金杯）

      - オリジナルステップ 2000 c（珊瑚冠賞、黒潮菊花賞）

    - ワンモアニードユー 1986 c（東海ステークス）

  - グローバルダイナ 1980 f（阪神牝馬特別、北九州記念、小倉大賞典）
    - ビーサイレント 1992 f
      - プリサイスマシーン 1999 c（スワンステークスなど重賞4勝）
      - マイクロス 2000 f
        - マルモセーラ 2008 f（ファンタジーステークス）

      - キープクワイエット 2001 f
        - カルマート 2008 f（紫苑ステークス）

    - グローブトロッター 2001 f
      - コンパスローズ 2010 f
        - サンタガール 2015 f（ひまわり賞 (岩手競馬)）

- 出典：牝系検索α

## 血統表
| グローブターフの血統                 | グローブターフの血統                   | グローブターフの血統                   | （血統表の出典）                       | （血統表の出典） |
| 父系                                 | パーソロン系                           | パーソロン系                           | パーソロン系                           |                  |
| 父 *パーソロン 鹿毛 1960             | 父の父Milesian 鹿毛 1953               | My Babu                                | Djebel                                 | Djebel           |
| 父 *パーソロン 鹿毛 1960             | 父の父Milesian 鹿毛 1953               | My Babu                                | Perfume                                |                  |
| 父 *パーソロン 鹿毛 1960             | 父の父Milesian 鹿毛 1953               | Oatflake                               | Coup de Lyon                           | Coup de Lyon     |
| 父 *パーソロン 鹿毛 1960             | 父の父Milesian 鹿毛 1953               | Oatflake                               | Avena                                  |                  |
| 父 *パーソロン 鹿毛 1960             | 父の母Paleo 鹿毛 1953                  | Pharis                                 | Pharos                                 | Pharos           |
| 父 *パーソロン 鹿毛 1960             | 父の母Paleo 鹿毛 1953                  | Pharis                                 | Carissima                              |                  |
| 父 *パーソロン 鹿毛 1960             | 父の母Paleo 鹿毛 1953                  | Calonice                               | Abjer                                  | Abjer            |
| 父 *パーソロン 鹿毛 1960             | 父の母Paleo 鹿毛 1953                  | Calonice                               | Coronis                                |                  |
| 母 *ロイヤルアグリーメント 鹿毛 1960 | 母の父*ラテイフイケイシヨン 鹿毛 1953  | Court Martial                          | Fair Trial                             | Fair Trial       |
| 母 *ロイヤルアグリーメント 鹿毛 1960 | 母の父*ラテイフイケイシヨン 鹿毛 1953  | Court Martial                          | Instantaneous                          |                  |
| 母 *ロイヤルアグリーメント 鹿毛 1960 | 母の父*ラテイフイケイシヨン 鹿毛 1953  | Solesa                                 | Solario                                | Solario          |
| 母 *ロイヤルアグリーメント 鹿毛 1960 | 母の父*ラテイフイケイシヨン 鹿毛 1953  | Solesa                                 | Mesa                                   |                  |
| 母 *ロイヤルアグリーメント 鹿毛 1960 | 母の母Princesse Plucky 黒鹿毛 1948     | Prince Bio                             | Prince Rose                            | Prince Rose      |
| 母 *ロイヤルアグリーメント 鹿毛 1960 | 母の母Princesse Plucky 黒鹿毛 1948     | Prince Bio                             | Biologie                               |                  |
| 母 *ロイヤルアグリーメント 鹿毛 1960 | 母の母Princesse Plucky 黒鹿毛 1948     | Lady Plucky                            | Admiral Drake                          | Admiral Drake    |
| 母 *ロイヤルアグリーメント 鹿毛 1960 | 母の母Princesse Plucky 黒鹿毛 1948     | Lady Plucky                            | Lady Elinor                            |                  |
| 母系(F-No.)                          | ロイヤルアグリーメント(IRE)系(FN:12-f) | ロイヤルアグリーメント(IRE)系(FN:12-f) | ロイヤルアグリーメント(IRE)系(FN:12-f) | [ § 2 ]          |
| 5代内の近親交配                      | Tourbillon 5×5（父内）                 | Tourbillon 5×5（父内）                 | Tourbillon 5×5（父内）                 | [ § 3 ]          |
| 出典                                 | 1. 2. 3.                               | 1. 2. 3.                               | 1. 2. 3.                               | 1. 2. 3.         |